# Мордовский Карай
Мордовский Карай — село в Романовском районе Саратовской области России. Административный центр Мордовокарайского муниципального образования.

## География
Село находится в западной части области, в пределах Окско-Донской равнины, на левом берегу реки Карай, на расстоянии примерно 6 километров (по прямой) к северо-востоку от рабочего посёлка Романовка. Абсолютная высота — 116 метров над уровнем моря.
Климат
Климат характеризуется как умеренно континентальный с холодной малоснежной зимой и сухим жарким летом. Среднегодовая температура воздуха — 4,7 — 4,9 °C. Средняя многолетняя температура самого холодного месяца (января) составляет −12,1 — −10 °С (абсолютный минимум — −43 °С), температура самого тёплого (июля) — 20,7 — 20,8 °С (абсолютный максимум — 39 °С). Среднегодовое количество атмосферных осадков — 385—476 мм, из которых большая часть (250—310 мм) выпадает в период с апреля по октябрь. Снежный покров держится в среднем 120—127 дней в году.
Часовой пояс
Село Мордовский Карай, как и вся Саратовская область, находится в часовой зоне МСК+1. Смещение применяемого времени относительно UTC составляет +4:00.

## История
Основано в 1663 году. Первыми жителями были представители мордвы, пришедшие на реку Карай с территории современной Пензенской области. Основными занятиями первопоселенцев были: скотоводство, рыболовство, охота и собирательство. В последней трети XVIII века в Мордовском Карае начали селиться русские. В 1771 году в селе была построена деревянная однопрестольная православная церковь с колокольней, освящённая во имя Михаила Архангела.
По данным переписи 1859 года в Мордовском Карае насчитывалось 410 дворов и проживало 3746 человек (1869 мужчин и 1877 женщин). Село было центром одноимённой волости Балашовского уезда Саратовской губернии. В 1870 году в Мордовском Карае на средства жителей была построена вторая деревянная церковь с колокольней и одним престолом во имя Покрова Пресвятой Богородицы. 6 ноября 1886 года в кирпичной была открыта церковно-приходская школа.
По данным 1911 года в Мордовском Карае числилось 1210 домохозяйств и проживало 7661 человек (3752 мужчины и 3909 женщин). Имелись две церкви, земская и две церковно-приходские школы, по понедельникам собирались базары, ежегодные ярмарки проходили 2 февраля и 1 октября.
В период коллективизации в селе было образовано два колхоза: «За мир» и «Советская Россия».

## Население
| 2002 | 2010  |
| ---- | ----- |
| 1364 | ↗1370 |

Гендерный состав
По данным Всероссийской переписи населения 2010 года в гендерной структуре населения мужчины составляли 48,2 %, женщины — соответственно 51,8 %.
Национальный состав
Согласно результатам переписи 2002 года, в национальной структуре населения русские составляли 95 % из 1364 чел.